# Verdon-kanyon
A Verdon-kanyon (franciául: Gorges du Verdon és Grand canyon du Verdon, angolul: Verdon Gorge) a smaragd, türkiz zöld vagy azúr kék színű vizéről nevezetes Verdon folyó által formált, Délkelet-Franciaországban, Provence-Alpes-Côte d’Azur régióban futó szurdok. Gyakran az európai Grand Canyonként, Európa legszebb szurdokaként is említik. Mintegy 25 km hosszú, legmélyebb pontja 700 méter mély, szélessége 6 és 100 méter között változik.
A nyüzsgő Francia Riviéra vagy Azúr-part (franciául: Côte d'Azur) közelsége miatt a szurdok igen népszerű turisztikai célpont. Évente turisták százezrei keresik fel - nem csak a lélegzetelállító látványért, hanem a vízisportok (kajak, kenu) kedvelői is szívesen választják, a meredek mészkő oldalfala pedig a sziklamászók paradicsoma. A legszebb része Castellane és Moustiers-Sainte-Marie városok közötti szakasza, ahol a mészkő hegységbe 700 méter mély szakadékot vájt a folyó. A kanyon végén a Verdon folyó Sainte-Croix-du-Verdon (vagy más elnevezéssel Lac de Sainte-Croix) tóba fut, amely mesterségesen kialakított tó. 1997-ben ezen kivételesen gyönyörű vidék megóvására jött létre a Parc Natural Régional du Verdon (Nemzeti Park).

## Története
A Triászban ezt a területet tenger borította, különböző tengerfenéki lerakódások széles mészkő rétegeket alkottak. A Jura korban meleg és sekély tenger borította, amely elősegítette különböző korallok megtelepedését. A Kréta időszakában érte ezeket a lemezeket oldalirányú nyomás: a kőzeteket meggyűrni képes hatalmas erők a kontinensek mozgásából eredtek, így a terület kiemelkedett. A kanyon földtörténetileg nem régen, a negyedidőszakban kezdett kialakulni, egyrészt a kőzetlemezek mozgása, másrészt a Verdon folyó eróziós munkája áll a hátterében.
A Verdon folyó forrása az Alpok col d'Allos hegyétől, a Trois Eveches hegyláncolatától ered, és a Durance folyóba torkollik 175 km után Vinon-sur-Verdon településnél. Castellane és Pont du Galetas között a folyó keresztül halad a lac de Sainte-Croix mesterséges tavon, mely a Sainte-Croix duzzasztógát megépítésével jött létre. A gát megépítése előtt a folyó rendszeresen elöntötte a Les Salles-sur-Verdon falu területét. A duzzasztógát építésekor, 1973-ban a falu lakosságát kitelepítették, az épületeket (köztük a templomot is) felrobbantották, lerombolták. Les Salles-sur-Verdont újjáépítették a völgy felső szakaszán. Ma ez Franciaország legfiatalabb települése.
A szurdok első leírása 1782-ből származik, majd 1804-ben ismét említésre kerül. A 19. század közepére már francia útikönyvekben rendre megjelent, azonban 1906-ig Franciaországon kívül nem volt ismert.
1929 és 1975 között öt duzzasztógátat emeltek a folyón, az alábbi tározókat kialakítva:
- Lac de Castillon (Castillon-tó) - itt elöntötték Castillon települést, hogy kialakíthassák ezt a tavat
- Lake of Sainte-Croix vagy Lac de Sainte-Croix (Sainte-Croix-tó) - ez Franciaország legnagyobb tározója, népszerű idegenforgalmi célpont, itt a víz napról napra változtatja a színét
- Lac d'Esparron-Gréoux vagy “lac d’Esparron” (d'Esparron-Gréoux-tó) - itt a víz türkizzöld színű, mint a Verdon folyó
- Reservoir at Chaudanne (Chaudanne tározó)
- Reservoir at Quinson (Quinson tározó)- néha "lac de Montpezat" tónak is nevezik a közeli falu neve után

2006. július 10-én a francia állam közigazgatása(Conseil d'État) szabad utat engedett a EDF (francia áramszolgáltató, Électricité de France projektjének, miszerint 400.000 voltos elektromos vezeték elérését teszik lehetővé egyes területeken. Ez a vezeték érintené a Verdon-kanyont is. Ezzel környezetvédelmi csoportok 23 évnyi tiltakozását zárták rövidre, akik a terület védett állatai és ritka növényei védelmében léptek fel.

## Turizmus
A Verdon-kanyont Európa egyik legszebb szurdokaként említik, különösen a nyári időszakban népszerű idegenforgalmi célpont. Észak felől könnyen megközelíthető a D952-es úton Castellane-tól Moustiers-Sainte-Marie felé, vagy délről a D71, D90 és D955 utakon Aiguines-től Castellane felé. Comps sur Artuby felől elérve a kanyont Castellane felé indulva az útvonalon több mint húsz kilátó ad lehetőséget a lélegzetelállító látvány megtekintésére.
A déli úton a Col d'Illoire (d'Illoire hágó), a Plein Voir, a le Pavillon (1624 m), a la cime de Barbin (1560 m) és a le Mourre de Chanier (1930 m) ormai tárulnak elénk, végül a Saint-Croix tározó mellett haladunk el. A "Sentier de l'Imbut" túraútvonal a szurdok ezen oldalán indul. A Tunnel du Fayet (Fayet Alagút) nem összefüggő alagút, lehetőséget adva az utazóknak a lenyűgöző látvány megtekintésére. Az út áthalad a Pont de l'Artuby vagy Pont de Chaulière hídon, az Artuby folyó felett nem messze attól a ponttól, ahol az Artuby belefolyik a Verdon folyóba. Ezt a területet provance-i nyelven Mescla-nak nevezik, jelentése "keverék".
A D90-es úton haladva Trigance felé Jabron River hídján haladunk keresztül. Rougon falu mellett található a Couloir Samson (Sámson folyosója), amely a szurdok bejáratához vezet. Innen a Verdon folyó mentén gyalogosan is végig lehet menni, a híres "Sentier Martel" utat megtéve. A La Palud-sur-Verdon falut érintve megtekinthető annak múzeuma, és az idegenforgalmi központjában információ kérhető a környék látnivalóiról. A "route des Crêtes" útvonal is innen indul, számos kilátót érintve.
A D71-es úton Comps-ból indulva az 1948-ban elkészült Corniche Sublime („Fenséges út”) úton haladunk, amely nagyobb részt a kanyon tetején vonul végig, és ahol szinte minden lépésnél lenyűgöző látvány tárul az utazó elé.

## Sport
- A Verdon kanyon a sziklamászók paradicsoma, mintegy 1500 mászóútvonalával és jó minőségű mészkő szikláival
- A Verdon folyó és a szurdok kiváló terep a horgászok számára is, különösen a legyező horgászat szerelmeseinek.
- Népszerű sportok még a területen: túrázás, kajak-kenu, siklóernyő, hegymászás, vadvízi evezés

## Érdekességek
Az Imbut, néha Embut vagy Embucq az a terület, ahol a Verdon folyó a felszín alatt fut tovább, óriási sziklák alatt, mielőtt újra a felszínre tör.

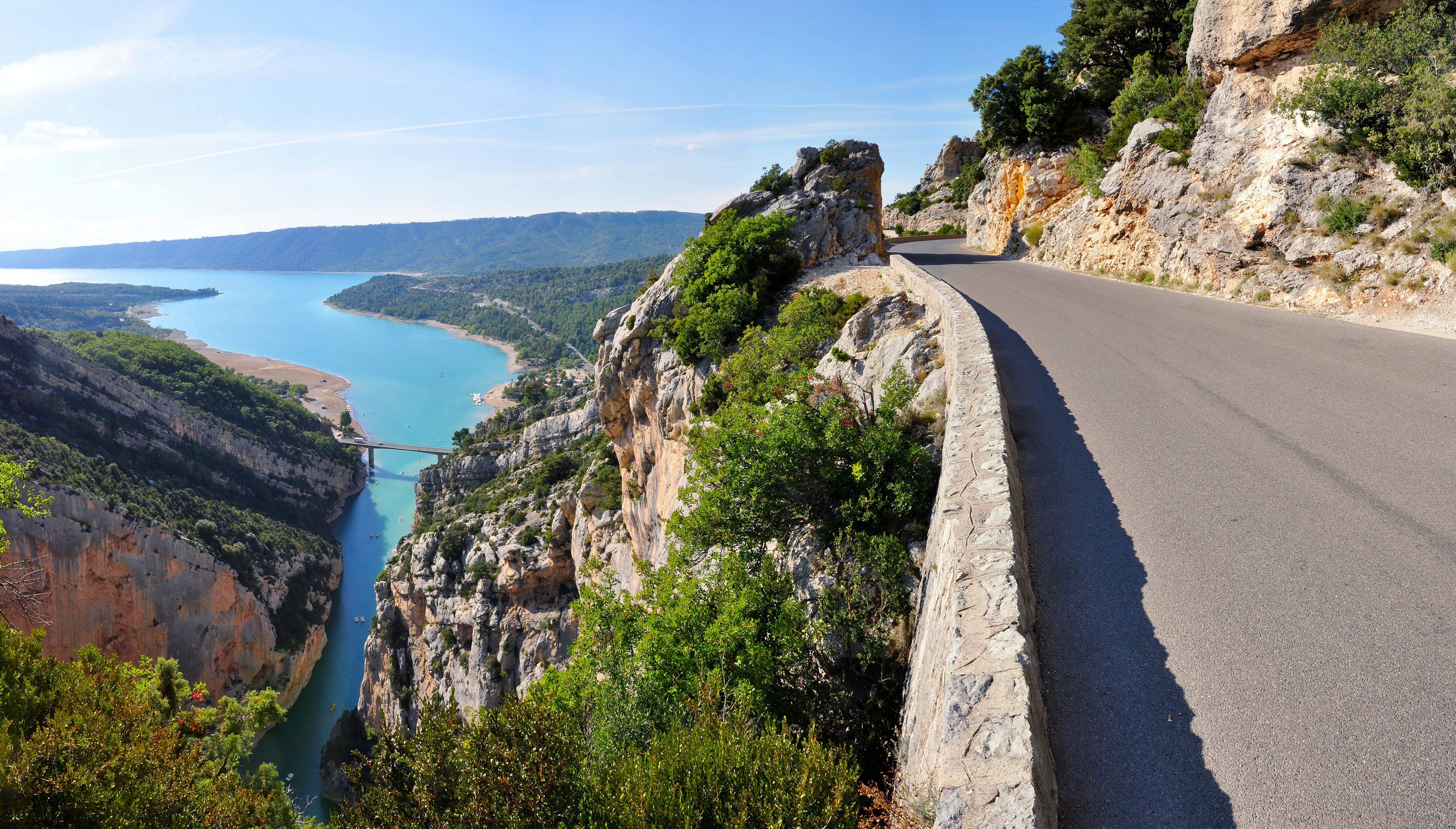
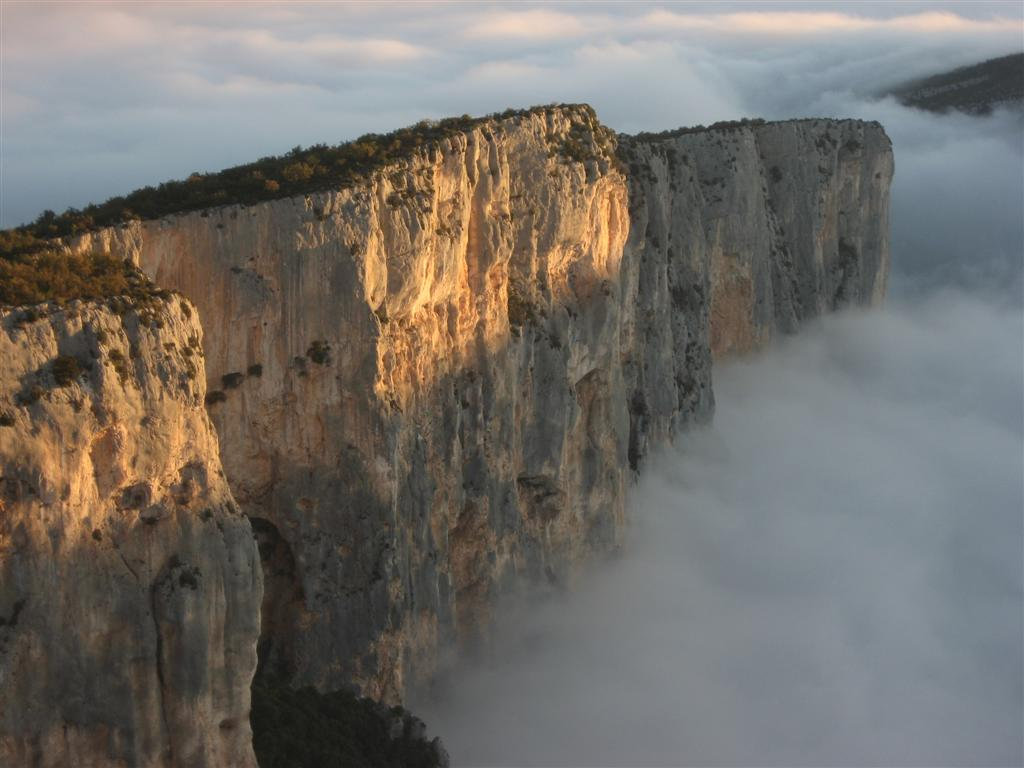
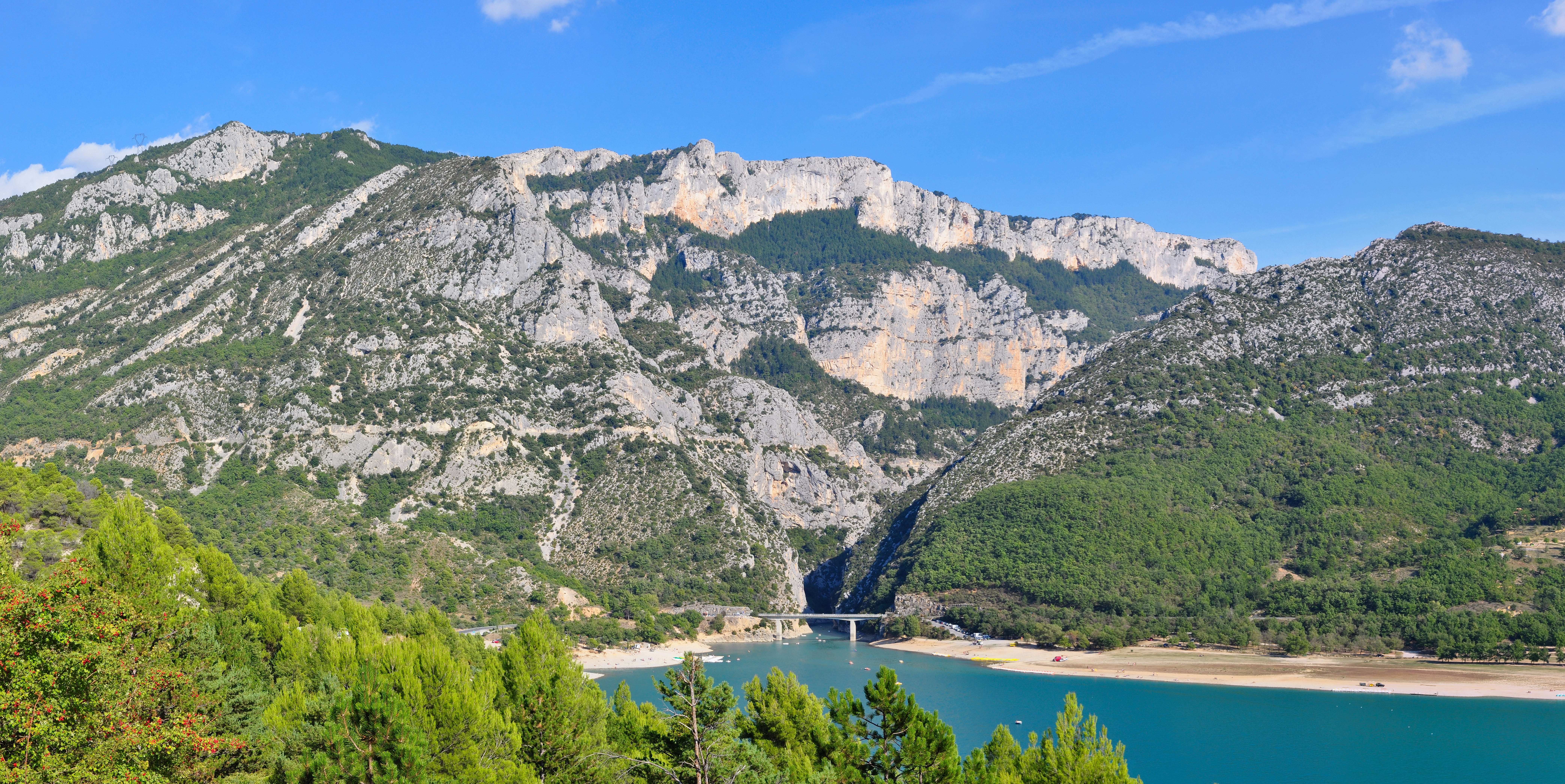
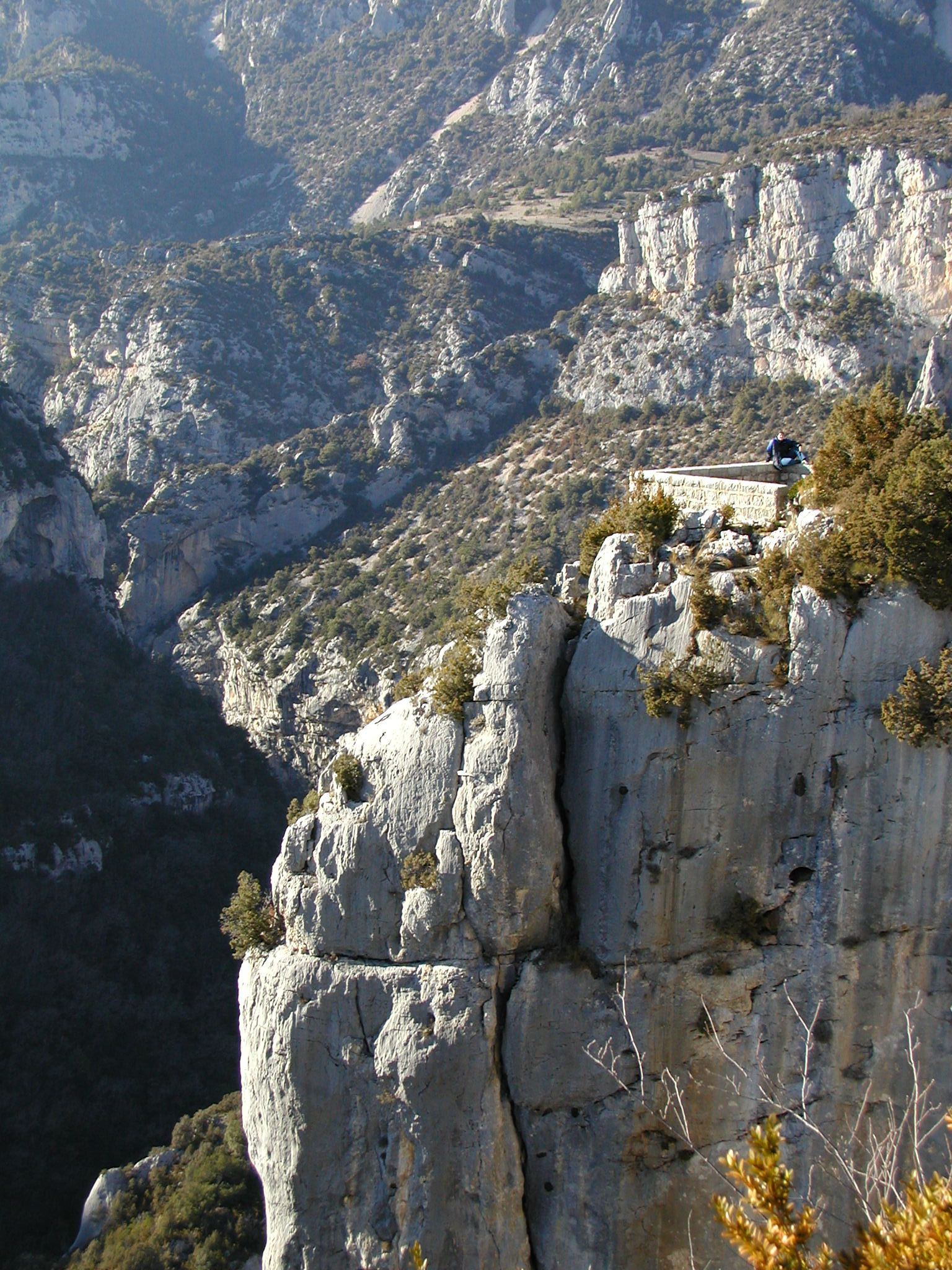
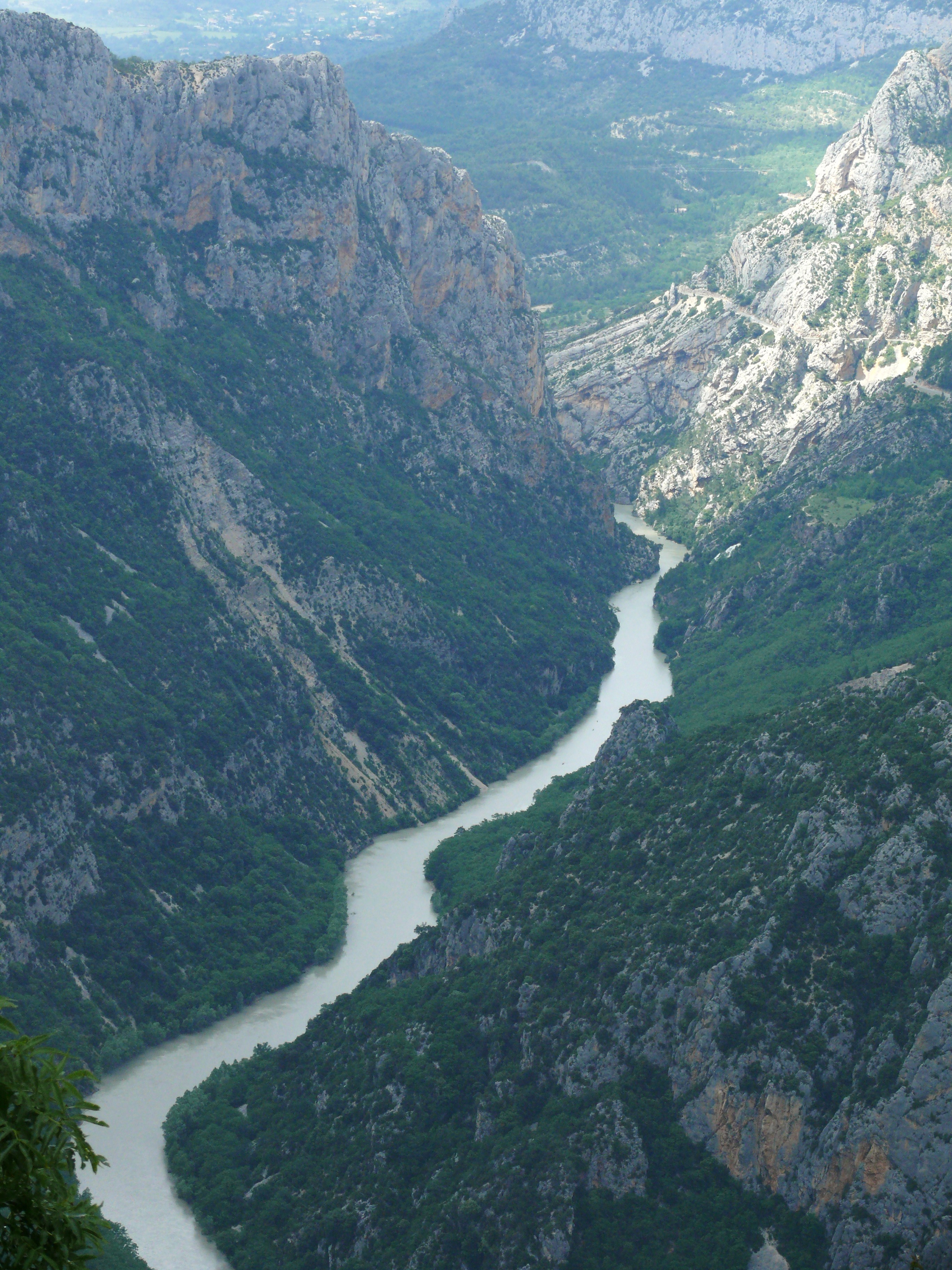
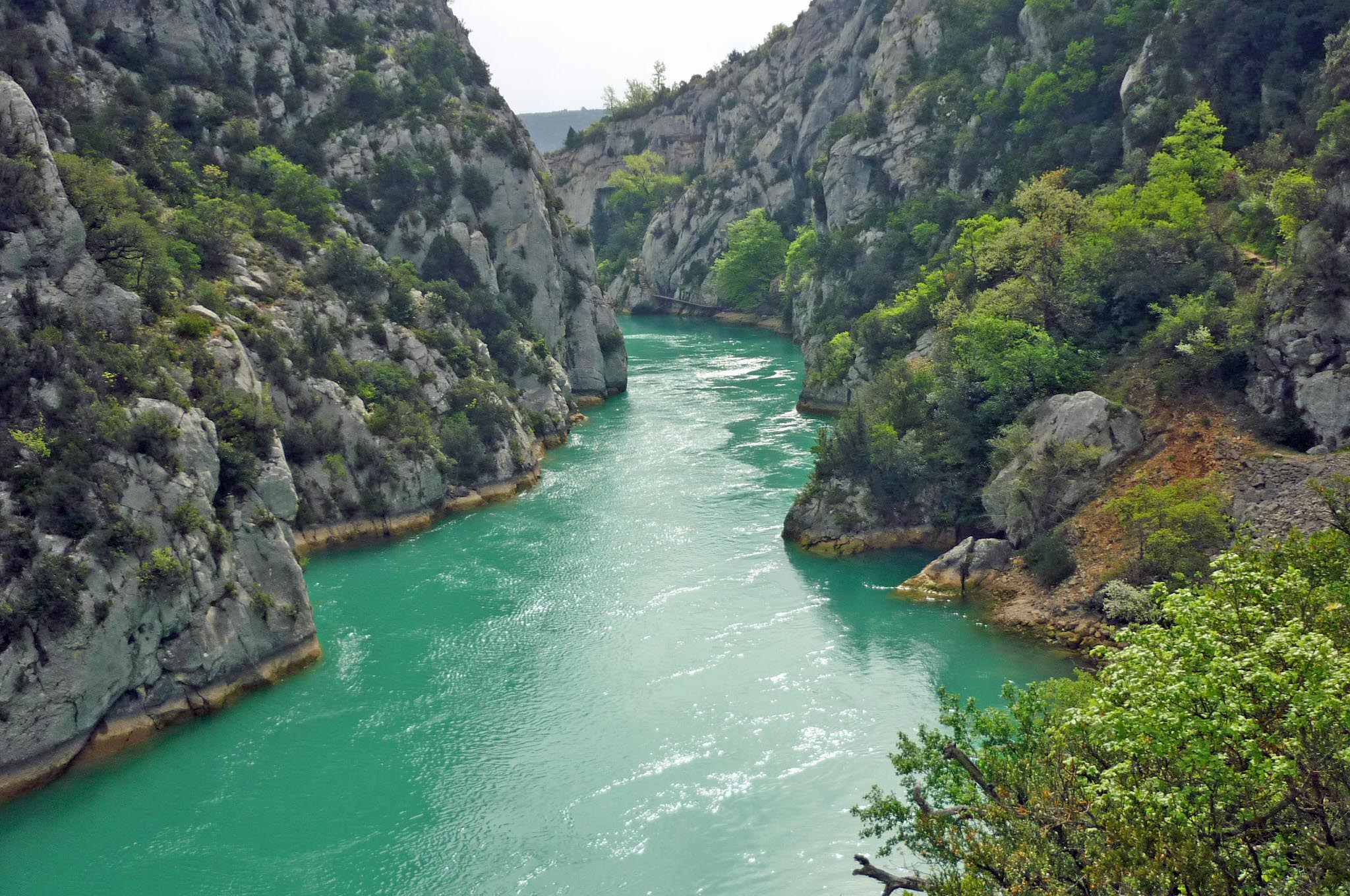

## Fordítás
- Ez a szócikk részben vagy egészben  a   Verdon_Gorge című angol Wikipédia-szócikk fordításán alapul.  Az eredeti cikk szerkesztőit annak laptörténete sorolja fel. Ez a jelzés csupán a megfogalmazás eredetét és a szerzői jogokat jelzi, nem szolgál a cikkben szereplő információk forrásmegjelöléseként.